# دمانيسي
دمانيسي (بالجورجية: დმანისი) هي مدينة وموقع أثري في منطقة كفيمو كارتلي في جورجيا وتقع في الجنوب الغربي للعاصمة تبليسي وتبعد عنها حوالي 93 كم. يعود تأريخ الموقع الأثري لأشباه البشر إلى 1.8 مليون سنة مضت. وكان من أقرب الأدلة المعروفة لوجود أشباه البشر خارج أفريقيا قبل اكتشاف الأدوات الحجرية التي أُورخت لما قبل 2.1 مليون سنة مضت في موقع شانغشن الأثري الصيني في عام 2018.
تم اكتشاف سلسلة من الجماجم التي تملك صفات جسدية متنوعة في دمانيسي في أوائل عام 2010 ، وأدى ذلك إلى فرضية أن العديد من الأنواع المفرقة من جنس هومو كانت في الواقع ذات أصل واحد. الجمجمة 5 (D4500) هي خامس جمجمة تم اكتشافها في دمانيسي.

## أعلام
- سلمان موسييف